# Jacques Caplat
 (mars 2025).
Motif : Page déjà supprimée en 2017 : cf. Discussion:Jacques Caplat/Admissibilité. Par ailleurs, il semblerait que la page n'ait en réalité qu'une seule source nationale centrée.
- Archive Wikiwix
- Bing
- Cairn
- DuckDuckGo
- E. Universalis
- Gallica
- Google
- G. Books
- G. News
- G. Scholar
- Persée
- Qwant
- (zh) Baidu
- (ru) Yandex
- (wd) trouver des œuvres sur Wikidata

| 1. | Préciser le motif de la pose du bandeau. | Précisez le motif de la pose du bandeau en utilisant la syntaxe suivante : {{admissibilité à vérifier\|date=juillet 2025\|motif=remplacez ce texte par le motif}}                   |
| 2. | Informer les utilisateurs concernés.     | Pensez à avertir le créateur de l'article, par exemple, en insérant le code ci-dessous sur sa page de discussion : {{subst:avertissement admissibilité à vérifier\|Jacques Caplat}} |

Jacques Caplat est un agronome, ethnologue et essayiste français. Il a publié une dizaine d'ouvrages sur l'agroécologie. 

## Biographie
Fils d'un éleveur ovin qui a participé à la création de la Confédération Paysanne en 1987, il fait des études d'agronomie. Il devient conseiller technique en agriculture conventionnelle à la chambre d'agriculture de la Nièvre avant de rejoindre en 1998 le groupement bio de la Nièvre comme conseiller technique. Il rejoint en 2020 la Fédération nationale d'agriculture biologique et participe en 2003 à la création du Réseau Semences Paysannes. 
Il organise depuis lors de nombreuses conférences à travers la France pour présenter sa vision de l'agriculture, et travaille désormais pour l'association Agir pour l'environnement.
En novembre 2018, il soutient une thèse de doctorat en anthropologie sociale et ethnologie à l'École des hautes études en sciences sociales portant sur l'évolution de l'Accordéon diatonique en Bretagne.

## Publications
- Agriculture industrielle, on arrête tout et on réfléchit, Rue de l'Échiquier, 2025
- Le chaos climatique au regard de la biodynamie, Biodynamis, n° 25, 2022.
- (re)devenir paysan, Actes Sud, 2022
- Avec Vandana Shiva et André Leu, Une agriculture qui répare la planète : les promesses de l'agriculture biologique régénérative, Actes Sud, 2021
- Quand le geste technique transforme l’intention : l’évolution de l’accordéon diatonique en Bretagne, Paris, Ecole des Hautes Études en Sciences Sociales (thèse de doctorat en anthropologie sociale et ethnologie), 2019, 494 p.
- Avec Pierre Rabhi, L'agroécologie, une éthique de vie, Actes Sud, 2015
- Changeons d'agriculture, Actes Sud, 2014
- L'agriculture biologique pour nourrir l'humanité, Actes Sud, 2012
- Cultivons les alternatives aux pesticides : comprendre pour agir aujourd'hui dans sa collectivité et son territoire, Le Passager clandestin, 2011

Il publie également de nombreux articles d'agronomie dans des revues spécialisées comme Alter Agri ou dans la revue de la Fédération nationale d'agriculture biologique

### comme scénariste de bande dessinée
- avec Laetitia Rouxel, Deux Mains dans la terre : vers une transition écologique, Actes Sud, 2021